# مياه مضاعفة الوسم
المياه مضاعفة الوسم هي المياه التي يتم فيها استبدال كل من الهيدروجين والأكسجين بشكل جزئي أو بشكل كامل لأغراض التتبع (أي أنها تم وسمها) من خلال نظير غير معتاد لهذه العناصر.
وفي الممارسة العلمية، ولأسباب تتعلق بالعملية والسلامة، غالبًا ما تستخدم كل التطبيقات الحديثة لطريقة «المياه المميزة بشكل مزدوج» المياه المميزة بالأشكال الثقيلة وغير المشعة من عنصري الديوتريوم والأكسجين 18 (O-18 أو 18O)، أو أكسيد الديوتريوم 18 (D218O). وفي الواقع النظري، يمكن استخدام الأشكال المشعة من الهيدروجين والأكسجين من أجل هذا التمييز، وقد كان هذا هو الحال في العديد من التطبيقات المبكرة لهذه الطريقة.
وعلى وجه الخصوص، فإن استخدام طريقة المياه المميزة بشكل مزدوج (أو طريقة DLW) يؤدي إلى الحصول على نوع خاص من القياسات ذات معدل أيض (استقلاب)، حيث يتم قياس معدل الأيض المتوسط للكائن الحي على مدار فترة معينة. ويتم ذلك من خلال تناول جرعة من المياه المميزة بشكل مزدوج، ثم قياس معدلات التخلص من الديوتريوم والأكسجين 18 في الشخص المشارك في التجربة على مدار الوقت من خلال أخذ عينات منتظمة من تركيزات النظائر الثقيلة في مياه الجسم (من خلال أخذ عينات من اللعاب أو البول أو الدم). والحد الأدنى من العينات المطلوبة هو ضعف العينة المبدئية بعد وصول النظائر إلى حالة التوازن في الجسم، ثم عينة ثانية بعد ذلك ببعض الوقت. والوقت المستغرق بين تجميع كلتا العينتين يعتمد على حجم الحيوان المستخدم. ففي الحيوانات صغيرة الحجم، يمكن أن تكون الفترة صغيرة للغاية مثل 24 ساعة، أما في الحيوانات الكبيرة، مثل البالغين من البشر، يمكن أن تكون تلك الفترة طويلة بما يصل إلى 14 يومًا. وفي الحيوانات، غالبًا ما يطلق على متوسط معدل الأيض اليومي الذي يتم قياسه من خلال طريقة المياه المميزة بشكل مزدوج اسم معدل الأيض الميداني أو FMR اختصارًا. وقد تم اختراع تلك الطريقة في الخمسينيات من القرن العشرين على يد ناثان ليفسون وزملائه في جامعة مينيسوتا، ومع ذلك، اقتصر استخدام تلك الطريقة على الحيوانات صغيرة الحجم حتى الثمانينيات من القرن العشرين بسبب التكلفة العالية لنظير الأكسجين 18. وقد ساعدت التطورات الحادثة في مجال قياس الطيف أثناء السبعينيات من القرن العشرين وبدايات الثمانينيات من ذات القرن على تقليل مقدار النظير المطلوب، مما جعل من الممكن تطبيق الطريقة على البشر. وقد كان أول تطبيق لهذه الطريقة على البشر في عام 1982  على يد ديل شويلر (Dale Schoeller)، بعد أكثر من 25 عامًا من اكتشاف الطريقة لأول مرة. ويرد موجز كامل للأسلوب في كتاب كتبه عالم الأحياء البريطاني جون سبيكمان (John Speakman).

## آلية الاختبار
يقيس الأسلوب إنتاج ثاني أكسيد الكربون لدى المشارك أثناء الفاصل بين العينتين الأولى والثانية المأخوذتين من مياه الجسم. ويعتمد هذا الأسلوب على تفاصيل أيض الكربون في أجسامنا. عندما يؤدي التنفس الخلوي إلى تكسير الجزيئات التي تحتوي على الكربون من أجل إطلاق الطاقة، يتم تحرير ثاني أكسيد الكربون كمنتج ثانوي. ويحتوي ثاني أكسيد الكربون على ذرتي أكسجين وذرة كربون واحدة، إلا أن جزيئات الطعام مثل الكربوهيدرات لا تحتوي على قدر كافٍ من الأكسجين لتوفير ذرات الأكسجين الموجودة في ثاني أكسيد الكربون CO2. واتضح أن واحدة من ذرتي الأكسجين في CO2 مأخوذة من المياه الموجودة بالجسم. إذا كان الأكسجين الموجود في المياه مميزًا بـ 18O، فإن ثاني أكسيد الكربون CO2 الناتج عن التنفس يحتوي على الأكسجين المميز. وبالإضافة إلى ذلك، مع انتقال ثاني أكسيد الكربون CO2 من موقع التنفس عبر سيتوبلازم الخلية، وعبر السوائل الخلالية، ووصولاً إلى مجرى الدم، ثم وصولاً إلى الرئتين، يتم تحويل بعض منه بطريقة عكسية إلى بيكربونات. وبالتالي، بعد تناول المياه المميزة بـ 18O، فإن 18O يتوازن مع البيكربونات الموجودة في الجسم ويتم تجميع ثاني أكسيد الكربون المتحلل (من خلال عمل الإنزيم كربونيك آنهيدريز (carbonic anhydrase)). ومع زفير ثاني أكسيد الكربون من الجسم، يتم طرد 18O من الجسم. وقد اكتشف ليفسون ذلك في عام 1949.
 ومع ذلك، يتم كذلك طرد 18O مع الفاقد من مياه الجسم (مثل البول وتبخر السوائل). ومع ذلك، فإن الديوتريوم (وهو العلامة المميزة الثانية في المياه المميزة بشكل مزدوج) يتم فقده فقط عندما يتم فقد مياه الجسم. وبالتالي، فإن فقد الديوتريوم من مياه الجسم مع مرور الوقت يمكن استخدامه للتعويض رياضيًا عن فقد 18O عن طريق مسار فقد المياه. وبالتالي لا يتبقى إلا الفاقد الصافي المتبقي من 18O في ثاني أكسيد الكربون. ويعد هذا القياس لمقدار ثاني أكسيد الكربون المفقود بمثابة تقدير مثالي لإنتاج ثاني أكسيد الكربون. وبمجرد معرفة ذلك، يمكن أن يتم تقدير إجمالي معدل الأيض من خلال تبسيط الاقتراحات المتعلقة بمعدل الأكسجين المستخدم في الأيض (وبالتالي الحرارة الناتجة) مقارنة بثاني أكسيد الكربون الذي يتم التخلص منه (انظر حاصل الجهاز التنفسي). ويمكن قياس هذا الحاصل بطرق أخرى، وفي الغالب تكون قيمته بين 0.7 و1.0، وبالنسبة للوجبات المخلوطة يكون في الغالب حوالي 0.8.
وبشكل مبسط:
- يمكن حساب الأيض من الداخل من الأكسجين/الخارج من CO2
- تحتوي المياه المميزة بشكل مزدوج (DLW) («التي تحتوي على مكونات مميزة») على هيدروجين يمكن تتبعه (ديوتريوم) وأكسجين يمكن تتبعه (18O).
- يغادر 18O الجسم بطريقتين: (1) الزفير مع CO2، و(2) فقد المياه في البول (في أغلب الأحوال) والعرق والتنفس.
- لكن: لا يغادر الديوتريوم الجسم إلا من خلال الطريقة الثانية فقط (فقد المياه).

وبالتالي: بالنسبة لفقد الديوتريوم، يمكننا معرفة مقدار المياه المميزة التي غادرت الجسم في شكل مياه. وحيث إن تركيز 18O في مياه الجسم يمكن قياسه بعد إعطاء جرعة التمييز، فإننا ندرك كذلك مقدار الأكسجين المميز الذي غادر الجسم في المياه. (وهناك طريقة أبسط وهي أن نسبة الديوتريوم إلى 18O في مياه الجسم ثابتة، وبالتالي فإن إجمالي معدل فقد الديوتريوم من الجسم مضروبًا في هذه النسبة يعطينا على الفور معدل فقد 18O في المياه). ويعطي قياس مدى تخفيف 18O مع مرور الوقت إجمالي الفاقد لهذا النظير بكل الطرق (من خلال المياه والتنفس). وحيث إنه يمكن قياس معدل 18O مقارنة بأكسجين المياه الكامل في الجسم، يمكننا تحويل فاقد 18O في التنفس إلى إجمالي الأكسجين المفقود من مجموعة مياه الجسم من خلال التحويل إلى ثاني أكسيد الكربون. ويكون مقدار الأكسجين الذي تم طرده من الجسم في شكل CO2 هو نفس مقدار CO2 الناجم عن الأيض، حيث إن الجسم لا ينتج CO2 إلا من خلال هذا المسار. ويخبرنا فاقد CO2 بمقدار الطاقة الذي تم إنتاجه، وإذا عرفنا أو أمكننا تقدير حاصل الجهاز التنفسي (نسبة CO2 الناتج مقارنة بالأكسجين المستخدم).

## التناول العملي للنظائر
يمكن تناول المياه المميزة بشكل مزدوج من خلال الحقن أو عبر الفم (وهو المسار المعتاد لدى البشر). وحيث إن النظائر تتعرض للتخفيف بسبب مياه الجسم، لا تكون هناك حاجة إلى تناولها في حالة عالية من نقاء النظائر، ولا توجد ضرورة لاستخدام المياه التي تكون فيها كل الذرات أو أغلبها ذرات ثقيلة، أو حتى البدء بمياه مميزة بشكل مزدوج. كما لا يكون من الضروري كذلك تناول ذرة واحدة فقط من 18O مقابل كل ذرتين من الديوتريوم. وتتم السيطرة على هذا الأمر في التنفيذ العملي من خلال اقتصاديات شراء المياه الغنية بـ 18O، وحساسية جهاز الكتلة الطيفية المتاح.
وفي واقع الممارسة العملية، يتم تجهيز جرعات المياه المميزة بشكل مزدوج لأعمال الأيض من خلال خلط جرعة من أكسيد الديوتريوم (المياه الثقيلة) (90 إلى 99%) مع جرعة ثانية من H218O، وهي المياه التي تمت إضفاء المزيد من 18O إليها بشكل منفصل (رغم أن ذلك لا يحدث بنسبة كبيرة، حيث إن ذلك قد يكون مكلفًا، كما لا يكون ضروريًا لهذا الاستخدام)، ولكنها تحتوي على هيدروجين عادي بخلاف ذلك. وحينها، تكون عينة المياه المخلوطة تحتوي على كلا نوعي الذرات الثقيلة، بدرجة أكبر بكثير من المياه العادية، وتكون حينها عبارة عن «مياه مميزة بشكل مزدوج»، ويضمن التبادل الحر للهيدروجين بين جزيئات المياه (من خلال التأين الطبيعي) في المياه السائلة أن تتم موازنة مجموعات الأكسجين والهيدروجين في أية عينة للمياه (في المياه المجمعة في الجسم) بشكل منفصل خلال فترة زمنية قصيرة مع أي جرعة من النظير (النظائر) الثقيلة المضافة.

## التطبيقات
يكون أسلوب المياه المميزة بشكل مزدوج مفيدًا بشكل خاص لقياس متوسط معدل الأيض (معدل الأيض الميداني) على مدار فترات زمنية متباعدة بشكل نسبي (عدة أيام أو أسابيع)، لدى المرضى الذين يكون من الصعب أو من المستحيل تنفيذ أنواع أخرى من القياسات المسعرية المباشرة أو غير المباشرة لمعدل الأيض. على سبيل المثال، يمكن أن يقيس هذا الأسلوب الأيض في الحيوانات البرية، حيث تتركز المشكلات الفنية بشكل رئيسي في كيفية تناول جرعات النظائر، وتجميع عينات متعددة من مياه الجسم في أوقات تالية لفحص التخلص من النظائر بشكل تبايني تفاضلي.
وتشتمل أغلب دراسات الحيوانات على الإمساك بالحيوانات المشاركة وحقنها، ثم حجزها لفترة زمنية متغيرة قبل أخذ عينة الدم الأولى. وتعتمد هذه الفترة على حجم الحيوان المشارك وهي تتراوح بين 30 دقيقة للحيوانات الصغيرة للغاية وحتى 6 ساعات للحيوانات الأكبر بكثير. وفي الحيوانات والبشر في نفس الوقت، يكون الاختبار أكثر دقة في حالة إجراء تحديد مفرد لحاصل الجهاز التنفسي للكائن الحي الذي يتناول الوجبات القياسية في وقت القياس، حيث إن هذه القيمة تتغير بشكل قليل نسبيًا (وأكثر بطئًا) مقارنة بتغييرات الأيض الأكثر بكثير والمتعلقة بالتنظيم الحراري والنشاط.
ونظرًا لأن نظائر الهيدروجين والأكسجين الثقيلة المستخدمة في قياس المياه المميزة بشكل مزدوج لا تكون مشعة، كما أنها لا تكون سامة بالجرعات المستخدمة (انظر المياه الثقيلة )، تم استخدام قياس المياه المميزة بشكل مزدوج لمتوسط معدل الأيض بشكل مكثف لدى المتطوعين من البشر، وحتى في الأطفال والحوامل. وقد تم استخدام هذا الأسلوب على أكثر من 200 نوع من الحيوانات البرية (غالبًا من الطيور والثدييات وبعض الزواحف). وقد تم مراجعة كيفية تطبيق الأسلوب على الحيوانات.